# گژنجن
گژنجن (به لهستانی:  Grzędzin) یک روستا در لهستان است که در گمینا پولسکا تسرکیو واقع شده‌است.
 گژنجن  ۳۲۹ نفر جمعیت دارد.